# Soia Lira
Soia Lira, nome artístico de Maria Auxiliadora Lira de Souza, (Cajazeiras, 6 de março de 1962) é uma atriz brasileira. Ganhou notoriedade ao interpretar Ana no filme Central do Brasil, de Walter Salles, e Maria, no filme Pacarrete, de Alan Deberton.  

## Carreira
Soia Lira iniciou sua carreira ainda criança, em 1973, ao lado dos irmãos Nanego e Bertand Lira, em produções teatrais amadoras na cidade de Cajazeiras. Nesse período criaram o Grupo Mickey, que durante alguns anos apresentara-se num Festival de Teatro Infantil em João Pessoa, posteriormente mudara-se o nome para Grupo Terra. 
Em 1976 conhecera o ator Luiz Carlos Vasconcelos, que estava em visita à Cajazeiras, que ficara surpreso com o Grupo infantil. Já em 1980, sob a direção de Luiz, integrara o elenco da montagem de Os Pirralhos, enquanto em 1984 participara do Projeto Mambembão, dirigido por Eliezer Filho.
Após alguns anos afastada, retorna ao teatro na direção de  Luiz Carlos Vasconcelos em Vau da Sarapalha, no ano de 1992, baseado na obra de Guimarães Rosa, sendo um grande sucesso e ficando em cartaz até o ano de 2006. Durante esse período, a equipe viajara por diferentes locais do Brasil e da Europa. 
Em 1994, à convite de  Luiz Fernando Carvalho, estreara em televisão ao participar de um episódio do programa Terça Livre. Também estreara em cinema no mesmo ano com a participação no filme A Árvore de Marcação, dirigido por Jussara Queiroz. 

## Filmografia

### Cinema
| Ano  | Título               | Personagem                 | Notas          |
| ---- | -------------------- | -------------------------- | -------------- |
| 1994 | A Árvore de Marcação | Louca da cidade            |                |
| 1998 | Central do Brasil    | Ana Fontenele              |                |
| 1998 | A Árvore da Miséria  | Dona Miséria               |                |
| 2001 | Abril Despedaçado    | Membro da família Ferreira |                |
| 2004 | O Quinze             | Cordolina                  |                |
| 2010 | Doce de Coco         | Lúcia                      | Curta-metragem |
| 2011 | O Hóspede            | Esmeralda                  | Curta-metragem |
| 2013 | Tatuagem             | Albanita                   |                |
| 2016 | Moído                | Mulher                     | Curta-metragem |
| 2019 | Ambiente Familiar    | Avó de Fagner              |                |
| 2019 | Pacarrete            | Maria                      |                |
| 2024 | Cavalo Marinho       | Rosalina                   | Curta-metragem |

### Televisão
| Ano  | Título           | Personagem            | Nota                                |
| ---- | ---------------- | --------------------- | ----------------------------------- |
| 1994 | Terça Nobre      | Joana                 | Episódio: "A Mulher Vestida de Sol" |
| 2007 | A Pedra do Reino | Carmem Torres Martins | [ 9 ]                               |
| 2008 | Alice            | Eloá                  | Episódio: "À Flor da Pele"          |

## Teatro
| Ano         | Título                       |
| ----------- | ---------------------------- |
| 1980        | Os Pirralhos                 |
| 1984        | Beiço de Estrada             |
| 1992 a 2006 | Vau da Sarapalha             |
| 2002        | Woyzeck, O Brasileiro        |
| 2006        | A Gaivota – Alguns Rascunhos |
| 2010        | Retábulo                     |
| 2013; 2015  | A Pá                         |

## Prêmios
| Ano  | Prêmio                              | Indicação                | Trabalho         | Resultado | ref    |
| ---- | ----------------------------------- | ------------------------ | ---------------- | --------- | ------ |
| 1992 | Festival de São José do Rio Preto   | Melhor Atriz Coadjuvante | Vau da Sarapalha | Venceu    | [ 2 ]  |
| 2004 | Cine Ceará                          | Melhor Atriz             | O Quinze         | Venceu    | [ 2 ]  |
| 2019 | Festival de Gramado                 | Melhor Atriz Coadjuvante | Pacarrete        | Venceu    | [ 10 ] |
| 2021 | Festival Sesc de Melhores Filmes    | Melhor Atriz Nacional    | Pacarrete        | Indicado  | [ 11 ] |
| 2021 | Grande Prêmio do Cinema Brasileiro  | Melhor Atriz Coadjuvante | Pacarrete        | Indicado  | [ 12 ] |
| 2021 | Prêmio Guarani de Cinema Brasileiro | Melhor Atriz Coadjuvante | Pacarrete        | Indicado  | [ 13 ] |
| 2023 | 18º Fest Aruanda                    | Troféu Aruanda           | Conjunto da Obra | Venceu    | [ 14 ] |